# Sega Mega Jet
La Sega Mega Jet es una versión portátil de la Sega Megadrive.
La idea con la que fue concebida esta consola era el uso en los aviones de Japan Airlines, para alquilarla a los viajeros en los vuelos largos e incluía un pack con cuatro juegos, aunque se podía jugar con los juegos de Megadrive traídos de casa. Por tanto, la consola no es más que una versión reducida y con el mando integrado de la Megadrive.
En 1994, la Mega Jet se puso a disposición del público en Japón a un precio de unos 123 dólares, ya que las líneas aéreas no pusieron demasiado interés en ella. Su éxito tampoco fue demasiado elevado, ya que no se le podían conectar accesorios de su hermana mayor como el MegaCD o con dificultades, como el 32X.
Las características técnicas de la Mega Jet son las mismas que las de la Megadrive, por tanto, se pueden disfrutar sus juegos con emuladores de Megadrive como Gens32 o Fusion.
- Datos: Q1760212
- Multimedia: Sega Mega Jet / Q1760212